# Wega (navire)
Pour les articles homonymes, voir Wega (homonymie).
Le Wega est un bâtiment hydrographique et océanographique de l'Agence fédérale maritime et hydrographique allemande basée à Hambourg.

## Historique
Le navire a été construit au chantier naval Kröger de Schacht-Audorf. La pose de la quille a eu lieu le 14 septembre 1989, le lancement le 2 mars 1990. Sa marraine était Birgit Zimmermann, l'épouse du ministre fédéral des Transports de l'époque, Friedrich Zimmermann. L'achèvement du navire a eu lieu en octobre 1990 et la mise en service le 26 octobre de l'année. Il porte le nom de Véga, l'étoile la plus brillante de la constellation de la Lyre.

## Données techniques
Le navire est propulsé par un moteur électrique Siemens d’une puissance de 600 kW qui agit sur une hélice à pas fixe. Le navire atteint une vitesse de 11.5 nœuds. Deux générateurs diesel de 830 kW chacun sont disponibles pour l'alimentation du moteur de traction et du système électrique ainsi que deux groupes électrogène. Les moteurs fonctionnent maintenant avec du carburant synthétique GtL. Il ne contient pas de soufre, ce qui produit de meilleures émissions d'échappement que les carburants diesel classiques. Le navire est équipé d'un propulseur d'étrave d'une puissance de 350 kW. La coque du navire est renforcée par la glace. Le navire est classé dans la classe de glace "E". Il est équipé de différentes grues et treuils.

## Missions
Le navire est principalement utilisé pour les travaux d'arpentage et de fouille, ainsi que pour les travaux d'entretien dans la zone économique exclusive allemande de la mer du Nord et de la mer Baltique. À cet effet, le navire dispose d’équipements appropriés tels que des sondeurs d'écho verticaux et des systèmes de sonar.
Le navire est également équipé de deux bateaux topographiques peu profonds, qui sont également entièrement équipés d' échosondeurs et d'un équipement d'acquisition de données permettant de naviguer de manière autonome dans des eaux peu profondes. En outre, un équipement de plongée complet est à bord, de sorte que les opérations de plongée sont possibles à la fois depuis le navire et depuis un bateau d'observation. Le Wega est équipé d'un ROV.
À bord du navire se trouvent plusieurs laboratoires et salles scientifiques. Des emplacements pour des conteneurs de laboratoire supplémentaires sont disponibles. Par exemple, deux conteneurs de 20 pieds peuvent être chargés l'un sur l'autre et un conteneur de 10 pieds. Si les bateaux pneumatiques sont laissés à l'extérieur, deux conteneurs supplémentaires de 10 pieds peuvent être chargés. À bord, il y a de la place pour 16 membres d'équipage et 7 scientifiques.
La zone d'application principale est la côte allemande de la mer du Nord avec ses estuaires, la zone des douze milles et la zone économique exclusive allemande de la mer du Nord. Le Wega a parcouru environ 140.000 milles marins au cours de ses 15 premières années de service jusqu'en août 2005.

## Galerie

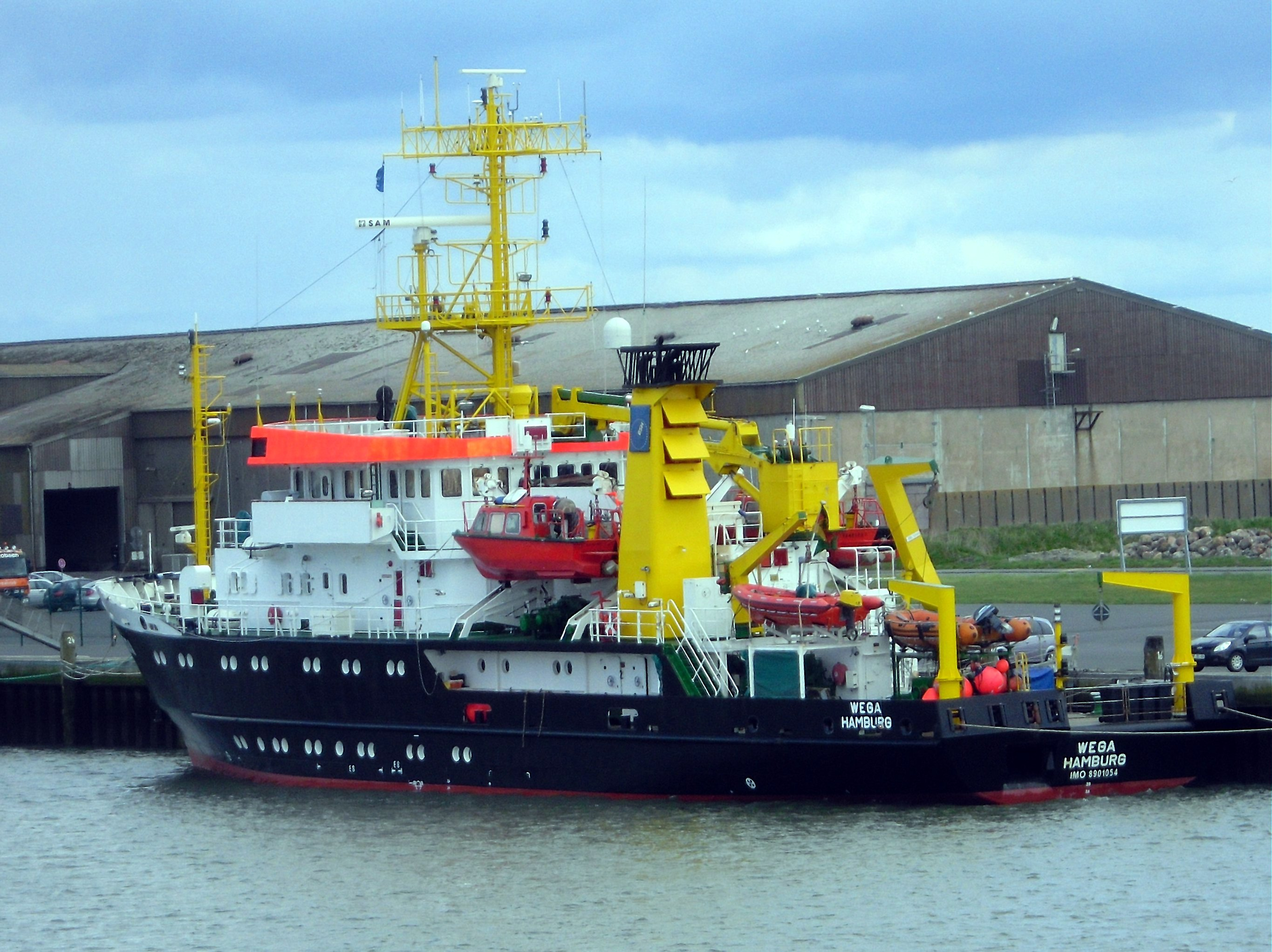
Wega
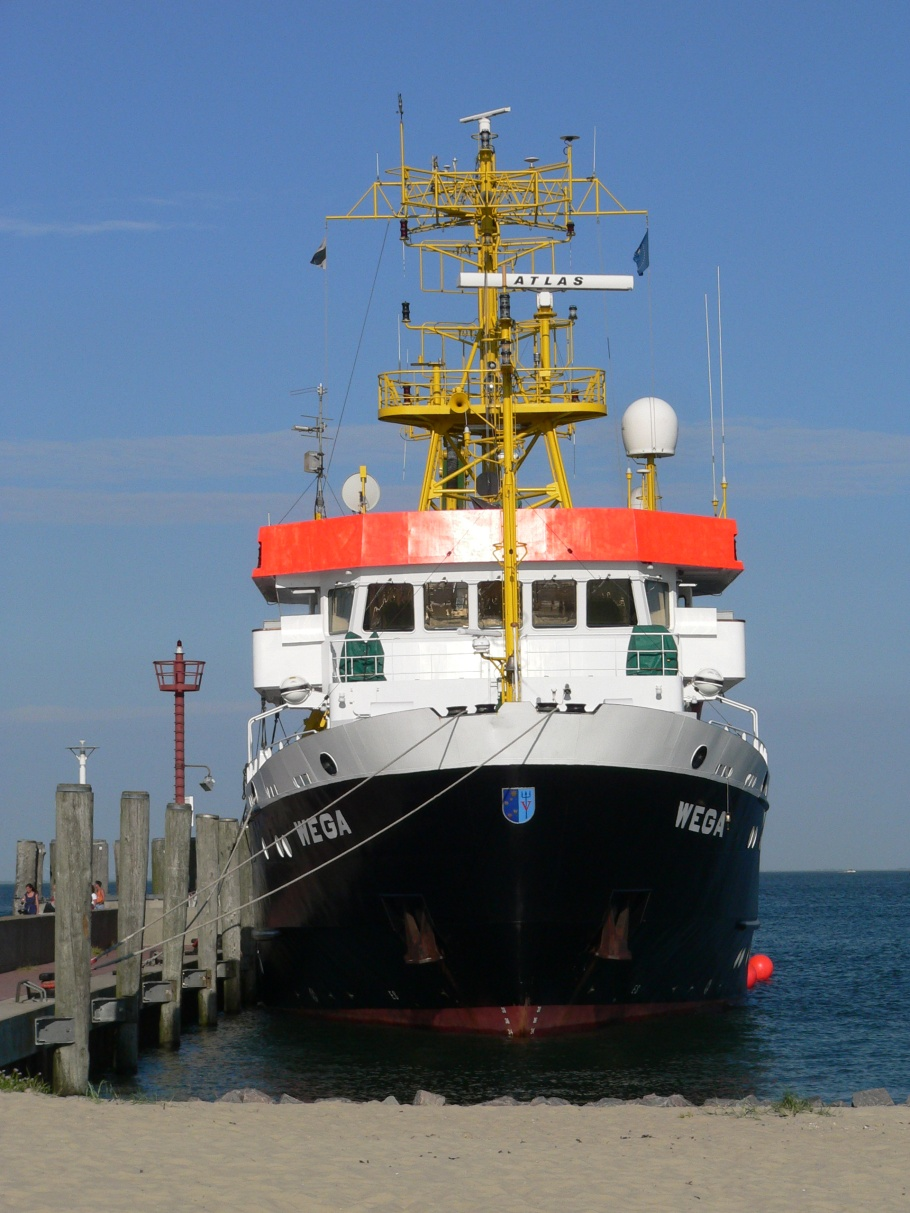
Wega

### Note et référence
- (de) Cet article est partiellement ou en totalité issu de l’article de Wikipédia en allemand intitulé « Wega (Schiff, 1990) » (voir la liste des auteurs).